# Manuel María de Peralta
 (juillet 2016).
Si vous disposez d'ouvrages ou d'articles de référence ou si vous connaissez des sites web de qualité traitant du thème abordé ici, merci de compléter l'article en donnant les références utiles à sa vérifiabilité et en les liant à la section « Notes et références ».
Manuel María de Peralta, né à Cartago le 4 juillet 1847 et mort à Paris 1er le 1er août 1930, est un diplomate et historien costaricien dont l'Institut Diplomatique du Ministère des Affaires étrangères du Costa Rica porte le nom.

## Biographie
Né à Taras, dans la province de Cartago, au Costa Rica, le 4 juillet 1847, Manuel María de Peralta est le seul Costaricien à avoir été déclaré deux fois Citoyen d'honneur de la Patrie.
Fils de Bernardino de Peralta et d'Ana de Jesús Alfaro, il est le petit-fils paternel de José María de Peralta y La Vega, président du conseil du gouvernement du Costa Rica en 1822, et par là même signataire de l'Acte d'Indépendance, et d'origine noble espagnole. Il s'est marié en 1884 avec la comtesse belge Jehanne de Clérembault de Soer (1845-1919), marquise veuve de Gontaut-Biron, cousine de Ferdinand de Lesseps. 
Il a effectué ses premières études à Cartago où il obtint un diplôme en Philosophie pour suivre ensuite des cours de droit à l'Université de Saint-Thomas à San José.  Il partit dès lors en Europe faire des études en Droit international. En plus de cette formation il acquit une bonne connaissance du français, de l'anglais, de l'allemand, de l'italien, du portugais, du grec et du latin.

## Carrière diplomatique
Manuel María de Peralta fut représentant du Costa Rica en Suisse, à Genève.  Il entra formellement dans le service diplomatique costaricien en novembre 1871, comme secrétaire de délégation du Costa Rica en France.
Il a été ambassadeur du Costa Rica aux États-Unis (1875-1885), en Allemagne (1887-1918), en Belgique (1880-1883 et 1887-1930), en France (1879-1883 et 1887-1930), en Espagne (1880-1883 et 1887-1930), en Grande-Bretagne (1887-1898), avec les Pays-Bas (1910-1930) et le Saint-Siège (1902-1930), ainsi que délégué du Costa Rica à la Société des Nations (1921-1927).
Il défendit les droits territoriaux du Costa Rica dans le litige avec la Colombie, devant la Couronne de l'Espagne d'abord, avec les présidents de la France Félix Faure et Émile Loubet, ensuite.
Il est mort à Paris, le 1er août 1930. Sa dépouille a été ramenée au Costa Rica, au cimetière Général de San José.

## Honneurs
Manuel María de Peralta fut déclaré Citoyen d'Honneur de la Patrie par l'Assemblée nationale du Costa Rica en 1919 et en 1927.

## Prix Manuel Maria de Peralta
Le prix Manuel Maria de Peralta, attribué par l'Association costaricienne de droit international, est une reconnaissance annuelle accordée à un Costaricien qui s'est distingué par ses apports au droit international, à la politique internationale et à la diplomatie.